# Alain Serdac
Œuvres principales
- La Femme du bout du monde (Roman, 1930)

Alain Serdac, de vrai nom Henry Gustave Édouard Verdier, né à Lorient le 17 mai 1898, et décédé le 22 décembre 1982 à Paris  est un écrivain français, auteur de romans maritimes et policiers.

## Biographie
Henry Gustave Edouard Verdier naît à Lorient, port militaire, le 17 mai 1898. Son père, âgé de 31 ans, Gustave Verdier, est lieutenant de vaisseau dans la marine nationale et absent au moment de sa naissance. Ce dernier, capitaine de frégate, meurt le 26 novembre 1916 dans le naufrage du cuirassé Suffren torpillé par un sous-marin allemand. Sa mère, Jeanne Marie Nathalie Joséphine Anne Périer de Lahitolle a 29 ans. L'enfant naît au domicile familial, rue Victor-Masse à Lorient.
Il épouse Henriette Ribera (1911-1998), fille de l'artiste peintre Perico Ribera à Paris, dans le 17e arrondissement, le 27 février 1940.
Son premier roman, Plaie d'argent, paraît en 1928 aux éditions des Portiques.
Le roman La Femme du bout du monde a été porté à l'écran par Jean Epstein en 1938. L'action se déroule dans une île australe.
En 1954, le roman policier Sans effusion de sang, remporte le Prix du Quai des Orfèvres. Il a été coécrit avec Jean Maurinay, auteur de Le sourire qui console, Qui est Beppo ?, Le doute est mon pêché  parus en 1953, 1954 et 1956  dans la collection la Frégate. Ce roman est publié dans la collection Le Point d'interrogation.
Sous son vrai nom, il écrit quelques ouvrages notamment Flottes en colère en 1976, à propos de la mutinerie de Spithead en 1797, dans la Royal Navy.
Publicitaire, il participe à la rédaction d'un Que Sais-je en 1952 sur la publicité.
Il meurt à Paris, dans le 5e arrondissement, le 22 décembre 1982

## Pseudonyme
La notice de la Bibliothèque nationale de France indique qu'Alain Serdac est le pseudonyme de Henri Verdier, : Henri Verdier, qui écrivit aussi sous son nom véritable, a publié des romans sous le pseudonyme Alain Serdac. Dans Flottes en colère la liste des romans de Alain Serdac figure : Du même auteur, sous le pseudonyme d'Alain Serdac.
Sans source permettant de l'attester, il est souvent écrit qu'Alain Serdac serait Denise Fontaine, femme de Jean Maurinay, coauteur de Sans effusion de sang.

## Œuvre

### Sous le pseudonyme d'Alain Serdac
- Plaie d'argent, Éditions des portiques, 1928
- La Femme du bout du monde, Les Éditions de France, 1930
- Détresse du Samoa, Éditions des portiques, 1931
- Marine en bois, Éditions des portiques, 1932
- Il pleut sur la mer, Les Éditions de France, 1937
- L'Appel atlantique, Les Éditions de France, 1937
- Port-Macquarie, Les Éditions de France, 1938
- L'Ombre sur l'eau morte, Colbert, 1943
- La Baie des iles, Les Éditions Maréchal, 1946
- L'Échelle des géants, Éditions de Marly, Librairie Plon, 1946
- Sans effusion de sang, en collaboration avec Jean Maurinay, Prix du Quai des Orfèvres, Le Point d'interrogation, Hachette, 1954
- L'assassin a les mains nettes, Hachette, 1956
- Un panier de crabes, collection Feux Rouges no 2, 1958

### Sous le nom de Henri Verdier
- La Publicité, en collaboration avec Bernard de Plas, Que Sais-je, PUF,
- Les Relations publiques, Paris, Éditions de l'entreprise moderne, 1959
- Le duc de Choiseul : la politique et les plaisirs, Paris, Debresse, 1969
- Flottes en colère : la grande mutinerie de la marine britannique, Nouvelles Editions Latines, 1976